# Балка Мар'янівська
Балка Мар'янівська (охоронна зона 30 м) — ландшафтний заказник місцевого значення. Об'єкт розташований на території Новомиколаївського району Запорізької області, село Веселий гай.
Площа — 71,3 га, статус отриманий у 1992 році.